# Đức Mẹ Laus
Đức Mẹ Laus (Tiếng Việt (tạm dịch): Đức Mẹ Hồ Lụa) là một trong số nhiều tước hiệu mà người Công giáo dành cho Maria. Tước hiệu này xuất phát từ việc Đức Mẹ được cho là đã hiện ra từ năm 1664 đến 1718 ở Saint-Étienne-le-Laus, Pháp với sự chứng kiến của Benoite Rencurel - một mục đồng nhỏ tuổi. Cuộc hiện ra đã được công nhận ở cấp giáo phận vào ngày 18 tháng 9 năm 1665 và được Tòa Thánh chính thức công nhận vào ngày 5 tháng 5 năm 2008.
Đây là sự kiện Đức Mẹ hiện ra đầu tiên được Tòa Thánh công nhận trong thế kỷ 21. Hiện nay, khu vực xảy ra hiện tượng đã đón nhận hơn 120.000 khách hành hương mỗi năm.

## Lịch sử
Năm 1664, lúc đang cầu nguyện trong khi đi chăn gia súc, Benoite nhìn thấy một người đàn ông, người sau này được biết đến là Thánh Maurice, một vị tử vì đạo ở thế kỷ thứ 3 và được sùng kính tại Laus. Thánh Maurice nói với Benoite rằng, hãy đi đến thung lũng trên đồi Saint Étienne. Nơi đó, cô sẽ gặp Maria.
Sáng sớm ngày hôm sau, Benoite dẫn đàn gia súc tới nơi đã được chỉ định là Vallon des Fours, một ngọn đồi có nhiều thạch cao.Khi Benoite đến trước một cái hang nhỏ, cô thấy một người phụ nữ đẹp đang ẵm một trẻ nhỏ trong vòng tay. Người phụ nữ đã nhắn nhủ Benoite hoái cải những người tội lỗi qua việc cầu nguyện, hy sinh; yêu cầu xây dựng một nhà nguyện chầu Thánh Thể tôn thờ Đức Giêsu để ngài hoán cải các tội nhân và một nhà dành riêng cho các linh mục thực hiện bí tích hòa giải.
Tin tức về cuộc hiện ra được loan truyền rộng rãi. Quan tòa Francois Grimaud của vùng thung lũng Avancon đã quyết định mở cuộc điều tra. Sau cuộc điều tra kỹ lưỡng, ông kết luận rằng Benoite chưa hề hỏi người phụ nữ xem bà là ai và bà cũng chưa tiết lộ danh tính của mình. Theo yêu cầu của quan tòa, Benoite bị ép buộc để hỏi xem người phụ nữ đó là ai?.
Ngày 5 tháng 5 năm 2008, Giám mục Jean-Michel de Falco của Gap (Tổng Giám mục Laus) công bố việc Tòa Thánh chính thức công nhận các cuộc hiện ra của Đức Mẹ Laus.

## Cầu nguyện
Kinh cầu Đức Mẹ Laus:
Lạy nữ vương Laus, Mẹ nhân lành và giàu lòng xót thương xin hãy lắng nghe lời kêu cầu của con thảo. Con trai của Mẹ luôn nghe lời cầu bầu của Mẹ và chắc rằng Mẹ luôn lắng nghe lời kêu khấn của con cái Mẹ. Lạy Đức Trinh nữ luôn dõi theo linh hồn của chúng con từ trời cao, ngăn mọi vết nhơ để thân thể con được trinh trắng. Nhờ quyền năng của Mẹ xin hãy ban cho chúng con lòng nhân đức và dẫn bước để chúng con khỏi yếu đuối. Nếu chúng con sa ngã, xin Mẹ từ bi đón nhận chúng con vào bàn tay Mẹ. Xin mẹ che chở chúng con dưới cánh tay Mẹ khi giông bão nổi lên, trợ giúp chúng con khỏi đau đớn cùng cực và ăn năn tội với lòng hối hận. Xin đừng bỏ rơi chúng con trong giờ lâm tử nhưng xin hãy để chúng con ngủ yên trong lòng Mẹ. Và khi tỉnh dậy, xuyên qua màn mây, chúng con sẽ được nhìn thấy Mẹ huy hoàng nơi thiên quốc. Đức mẹ Laus, nơi trú ẩn của người tội lội xin cầu bầu cho chúng con. Chúng con trông cậy vào Mẹ. Amen.